# Timothée (Athènes)
Pour les articles homonymes, voir Timothée.
Sauf précision contraire, les dates de cet article sont sous-entendues « avant l'ère commune » (AEC), c'est-à-dire « avant Jésus-Christ ».
Timothée est un stratège et homme politique athénien du IVe siècle av. J.-C..

## Famille
Il est le fils de Conon, stratège qui fut à l'origine de la restauration de la marine et des Longs Murs athéniens, disciple d'Isocrate.
Il est le père de:
- Conon, né vers 385 av. J.-C., décédé après 326 av. J.-C., triérarque (en -356,-334,-326), et Syntriérarque (en -338,-336,-334,-326);
- une fille qui épouse en -362, Menestheus II, général athénien[1].

## Biographie
Timothée suit les enseignements d'Isocrate dans son école de rhétorique. En 394, il est aux côtés de son père à la bataille de Cnide. À la mort de son père en 389, il hérite de 17 talents, ce qui fait de lui un homme riche.
Timothée est élu à la stratégie pour la première fois en 378-377. Il remporte une victoire navale sur Sparte à Alyzeia, ville d’Acarnanie, en 375, pour laquelle il doit investir la somme considérable de 13 talents. Il est alors l'homme le plus populaire d'Athènes et reçoit une statue sur l'Agora. En 373, il est attaqué par Iphicrate et Callistratos, pour avoir échoué à libérer Corcyre, alliée des Athéniens. Il est destitué et accusé de haute trahison, puis acquitté, mais Timothée préfère quitter Athènes pour aller chez le Grand Roi. Il rétablit alors sa fortune en combattant en Égypte au service du roi.
Il revient à Athènes vers 367/366, mais il perd sa popularité qu'il ne retrouvera qu'avec la victoire sur Samos en 366. Il est alors envoyé au nord de la mer Égée où il remporte des victoires à Sestos puis à Potidée et enfin à Pydna. À son retour, il donne sa fille en mariage à Ménesthéos, le fils de son rival politique Iphicrate. Malgré les renforts amenés par Timothée, les Athéniens subissent une défaite décisive au large d'Embata, dans la baie d'Érythrées en 356. Militairement responsable de cet échec pour son imprudence, Timothée se voit condamner par Charès à une lourde amende de 100 talents qu'il ne peut pas payer. Il part en exil à Chalcis d'Eubée, où il meurt.

## Postérité
Cicéron loue sa science, son génie et son excellence dans l'art militaire.

### Extrait rapporté
Vers la fin de son Discours sur la Chersonèse, Démosthène rapporte quelques-unes des phrases qu'avait prononcées Timothée d'Athènes : « Voyons, les Thébains sont dans l'île, et vous délibérez sur la conduite que vous devez tenir! n'allez-vous pas, Athéniens, couvrir la mer de vos navires? N'allez-vous vous lever, courir au Pirée et tirer vos vaisseaux à la mer? »